# 奥维迪乌·布尔卡
奥维迪乌·布尔卡（Ovidiu Burcă，1980年3月16日—），羅馬尼亞职业足球运动员，曾赴日本效力千葉市原和甲府風林，後到德國加盟科特布斯足球俱樂部，與同屬科特布斯的邵佳一是隊友，不過他在科特布斯備受傷患困擾，效力一年便外借到中國效力北京国安队。